# Châteauneuf-les-Bains
Châteauneuf-les-Bains är en kommun i departementet Puy-de-Dôme i regionen Auvergne-Rhône-Alpes i centrala Frankrike. Kommunen ligger i kantonen Manzat som tillhör arrondissementet Riom. År 2022 hade Châteauneuf-les-Bains 311 invånare.

## Befolkningsutveckling
Antalet invånare i kommunen Châteauneuf-les-Bains
| Referens: INSEE |